# Ingeniero Mario Calcáneo Sánchez
Ingeniero Mario Calcáneo Sánchez es una localidad del municipio de Balancán ubicado en la subregión de los Ríos del estado mexicano de Tabasco.

## Geografía
La localidad se ubica a 14.5 kilómetros (en dirección suroeste) de la localidad de Balancán de Domínguez, la cabecera y lugar más poblado del municipio. Se sitúa en las coordenadas geográficas 17°55′06″N 91°36′23″O / 17.918333, -91.606389, a una elevación de 20 metros sobre el nivel del mar.

## Demografía
Según el Conteo de Población y Vivienda 2020, efectuado por el Instituto Nacional de Estadística y Geografía, la localidad de Ingeniero Mario Calcáneo Sánchez tiene 346 habitantes, de los cuales 172 son del sexo masculino y 174 del sexo femenino. Su tasa de fecundidad es de 2.92 hijos por mujer y tiene 93 viviendas particulares habitadas.
| Gráfica de evolución demográfica de Ingeniero Mario Calcáneo Sánchez entre 1990 y 2020 |
|                                                                                        |
| INEGI.                                                                                 |